# Eșelnița
Eșelnița è un comune della Romania di 3091 abitanti, ubicato nel distretto di Mehedinți, nella regione storica del Banato. 
L'unico abitato componente il comune viene spesso chiamato con un nome leggermente diverso, ossia Ieșelnița